# تسیس (استان اشوی‌داشکسیه)
تسیس (به لهستانی: Cis) یک منطقهٔ مسکونی در لهستان است که در گمینا رودا مالنگتسکا واقع شده‌است. تسیس ۹۰ نفر جمعیت دارد.